# Establecimientos argentinos de la Patagonia oriental

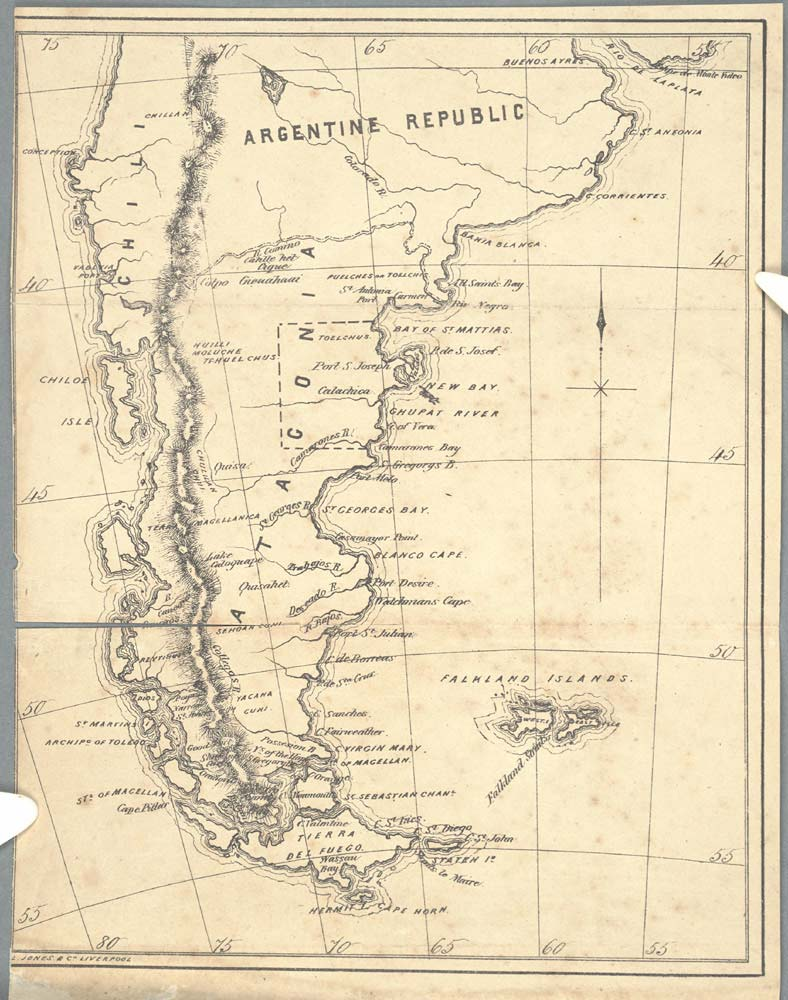
La Patagonia bajo la jurisdicción nominal de la Argentina, con algunas localidades y colonias agrícolas en territorio tehuelche del cacicazgo de Casimiro Biguá (en mapa galés de 1862).

Los establecimientos argentinos de la Patagonia oriental son aquellos poblados coloniales de la vertiente atlántica patagónica e islas adyacentes que persistieron a la independencia de las Provincias Unidas del Río de la Plata, luego de la Revolución de Mayo de 1810, y los que fueran erigidos por dicha Nación Argentina en la región y en los archipiélagos reclamados por esta. 
Posteriormente a la secesión de todo el Cono Sur del Imperio español, contribuiría al mantenimiento fronterizo de las repúblicas neoformadas según los tratados del uti possidetis iure y factum de 1810, surgiendo la disputa de la Patagonia Oriental, Tierra del Fuego y el estrecho de Magallanes entre Chile y Argentina entre 1842 y 1881. Hubo desacuerdos sobre el statu quo en 1872 y 1876, y en 1878 se firma el Tratado Fierro-Sarratea y en 1881 el Tratado de Límites, aunque tuviera que hacerse rectificaciones con el Protocolo de Límites de 1893 y los laudo limítrofe entre Argentina y Chile de 1902, al que se le sumaría en el mismo año el Plebiscito del Valle 16 de Octubre.

## Antecedentes históricos

### Superintendencia de los establecimientos patagónicos rioplatenses
El Conde de Floridablanca, ministro de Indias del rey Carlos III de España, propuso fundar dos poblaciones y dos fuertes subordinados a ellas en la costa atlántica patagónica, una población en la bahía Sin Fondo (lugar en donde se suponía que desembocaba el río Negro en la punta del golfo San Matías) y otra en la bahía San Julián. De la primera dependería un fuerte en la desembocadura del río Colorado y de la segunda un fuerte en la desembocadura del río Deseado. Los establecimientos serían poblados por colonos procedentes de Galicia, Asturias y Región de León, y el 8 de junio de 1778 se dictó la real cédula firmada por el ministro Gálvez. Mediante otra del 14 de mayo del mismo año, Juan de la Piedra fue designado por el rey para comandar la expedición fundadora con el título de “comisario superintendente de la bahía Sin Fondo” y junto a Antonio de Biedma, quien fue designado contador y tesorero, llegaron a Buenos Aires el 27 de agosto y el primer contingente de 22 colonos partió de España en octubre del citado año, rumbo a Montevideo. En diciembre se embarcaron 122 colonos más.
La expedición fundadora partió de Montevideo el 15 de diciembre de 1778 con cuatro barcos (una fragata, un paquebote, una sumaca y un bergantín) con 232 personas (100 soldados), al mando de Juan de la Piedra, a quien el virrey del Río de la Plata, Juan José de Vértiz y Salcedo, proveyó de precisas instrucciones. Finalmente, la sumaca Madre de Dios permaneció en Montevideo sin participar de la expedición.
El 6 de enero de 1779 se hallaban frente a la bahía Sin Fondo, pero una corriente marina llevó los barcos hacia la península de Valdés (Chubut). El 7 de enero del mismo año, desembarcaron en una bahía a la que denominaron San José, en donde Juan de la Piedra tomó posesión del territorio en nombre del rey, escribiendo en su diario de viaje que el puerto de la bahía: "no está señalado en ningún plano". Establecieron allí un campamento para fundar el Fuerte y Puerto de San José de la Candelaria, que posteriormente trasladaron a 3 leguas para asegurar las fuentes de agua dulce descubiertas el 31 de enero, enfrente de la isla de los Pájaros. Allí se incorporó a la expedición Francisco de Biedma, nombrado por el rey como “comisario superintendente de la bahía San Julián”, pero que el virrey lo cambió de destino nombrándolo interinamente para la bahía Sin Fondo, lo cual fue aprobado por el rey el 12 de marzo de 1779, quedando De la Piedra nombrado para la bahía San Julián pero por desavenencias con respecto al mando abandonó la expedición, regresando a Montevideo en la fragata, por lo que el virrey Vértiz lo destituyó.
Al partir Juan de la Piedra con la fragata el 4 de marzo, Francisco de Biedma quedó al mando como “comisario superintendente”, quien tras el regreso de Basilio Villarino, decidió trasladar su campamento hacia el río Negro, partiendo el 16 de abril con una sumaca y un bergantín y dejando a su hermano Antonio de Biedma a cargo del campamento de la bahía San José. El 22 de abril del mismo año, Francisco de Biedma fundó el Fuerte de Nuestra Señora del Carmen y Pueblo de Nueva Murcia, en la margen derecha o meridional del río Negro en tierras que debió adquirir al cacique Negro que habitaba en las proximidades, pero el 13 de junio de 1779, una inundación arrasó la fundación que fue trasladada a la orilla norte del río, originando la actual ciudad de Carmen de Patagones, adonde en octubre comenzaron a llegar allí los primeros colonos gallegos y en 1780, familias maragatas procedentes de León.
A principios de enero de 1780 llegó a Buenos Aires Andrés de Biedma, nombrado por el rey como superintendente de la bahía San Julián en reemplazo de Juan de la Piedra. Viajó inmediatamente a San José, pero por desequilibrios mentales debió poco después ser reemplazado por su hermano Antonio, contador del establecimiento. Ese mismo año, Villarino exploraría el río Negro hasta la isla Choele Choel, desconocida hasta entonces.
El 13 de enero del citado año, partieron tres barcos —el paquebote San Sebastián y los bergantines San Francisco de Paula y el Nuestra Señora del Carmen y San Antonio— desde Montevideo hacia el sur, con la misión de realizar una fundación en la bahía San Julián. El 19 de enero arribaron al puerto de Santa Elena, tomando Antonio de Biedma formal posesión del mismo al día siguiente. De igual forma lo hicieron el 6 de marzo en el puerto de San Gregorio. El 1 de abril se tomó posesión de San Julián en nombre del rey. Exploraron la bahía de San Julián y luego se dirigieron hacia el sur.
Tomaron posesión de Puerto Deseado, el 23 de mayo, en donde debieron invernar, por lo cual se hicieron algunas construcciones, fundando Castillos de Todos los Santos y San Carlos del Puerto Deseado. El 17 de junio, el San Sebastián regresó a Buenos Aires con consultas para el virrey y el 28 de agosto lo hizo el Nuestra Señora del Carmen y San Antonio con enfermos y descontentos, luego de la muerte de 13 personas por escorbuto. Biedma permaneció en el Deseado con 21 compañeros y el San Francisco de Paula, y a principios de octubre del mismo año, luego de la aprobación por parte del virrey rioplatense, procedió al establecimiento costero de la nueva colonia, más al sur del Deseado, trasportando a fines de dicho mes a funcionarios y al resto de los habitantes que la conformarían.
El 12 de noviembre regresó el segundo barco con provisiones y la orden formal del virrey rioplatense de poblar San Julián, por lo que el día 21 se dirigieron allí, llegando el 24 y encontrando en la boca de la bahía a la Nuestra Señora del Carmen, que había naufragado con los auxilios. El 1 de diciembre de 1780, Biedma procedió a la fundación oficial de Nueva Población y Fuerte de Floridablanca del Puerto de San Julián, llamada así en honor del Ministro de Indias, José Moñino y Redondo, quien fuera conde de Floridablanca. Los habitantes de esta colonia, lo mismo que los de las fundaciones anteriores, fueron muy afectados por el escorbuto.
Durante la expedición, recibieron el auxilio de los tehuelches de la tribu del cacique Julián quien con 300 indígenas se instalarían en las inmediaciones de la población, ayudando en diversas tareas e inclusive intercambiando alimentos y objetos, pudiéndose de esta forma y gracias a la nueva dieta implementada, revertir los casos de escorbuto que tanto asolaba a los colonos. El 6 de enero de 1781 se comenzó a construir el fuerte para proteger a la nueva población, finalizando el 20 de abril.
El 3 de febrero del citado año, el virrey Vértiz designó al comisario superintendente Francisco de Biedma como «comandante de armas del Fuerte de Nuestra Señora del Carmen» con jurisdicción entre el paralelo 36°39′ S (Cabo San Antonio) y el 44°30′ S (Puerto de Santa Elena, inclusive), para el territorio más al sur hasta el estrecho de Magallanes, nombró a Antonio de Biedma con sede en San Julián. Todo lo cual fue aprobado por el rey el 6 de septiembre de 1781. El 8 de junio el ministro Gálvez comunicó al intendente de Buenos Aires que en lo respectivo a la Real Hacienda quedarían sujetos a la dependencia de la superintendencia del virreinato. En el año 1782 Francisco de Biedma fundó un fuerte en cada orilla del río Negro para resguardar a Carmen de Patagones, el «Fuerte San Javier» al sur y el «Fuerte Invencible» al norte.
El 7 de noviembre del mismo año Antonio de Biedma emprendió una expedición por tierra hacia el río Santa Cruz, reconociendo también los ríos Chico y Chalía, retornando a San Julián el 3 de diciembre, descubrió también el cerro Fitz Roy y el lago que en su honor se llama lago Viedma, y el 12 de abril de 1783 dejó el mando a Félix de Iriarte, para partir hacia Montevideo, a donde arribó el 7 de mayo.
En cuanto al río Negro y luego de explorar el País de las Manzanas —en el vértice meridional de la actual provincia de Neuquén— el marino español Basilio Villarino erigió un fortín el 11 de noviembre de 1782 en la isla Grande de Choele Choel, al que llamó «Fortaleza de Villarino» pero debido a los ataques de los aborígenes lo abandonaría el día 24 de mayo de 1783.

### Orden regia de abandono de los establecimientos patagónicos
Durante el período 1778-1784 llegaron al Río de la Plata 2.028 personas procedentes de las provincias de Galicia, Asturias, Castilla y León, destinadas a las poblaciones recién erigidas. La única de las cuatro colonias que subsistió fue la del Río Negro, hoy ciudad de Carmen de Patagones.
El 1 de agosto de 1783, el rey Carlos III de España, dictó una Real Orden decidiendo abandonar los establecimientos patagónicos, cumpliéndose el abandono de la colonia del Deseado el 23 de enero de 1784, excepto el de San José por orden virreinal, y el 11 de diciembre de 1783, el virrey Vértiz finalmente emitió la orden de abandono en cumplimiento de la resolución real.
En 1784 el nuevo virrey Nicolás del Campo quien fuera el II marqués de Loreto, ordenó conservar el fuerte de San José para ser utilizado como apoyo a la caza de ballenas, y la colonia de Floridablanca fue abandonada por real orden. Juan de la Piedra ya absuelto de sus cargos, arribó a Patagones en reemplazo de Francisco de Biedma como superintendente. y en enero de 1785, comandó una expedición murió en la Sierra de la Ventana, lo mismo que Villarino, dejando de haber un superintendente, por lo que Lázaro Gómez asumiría el mando de los expedicionarios y luego Isidro Bermúdez. En 1787 José Ignacio de la Quintana asumió como comandante del fuerte de Patagones, dando inicio a la Comandancia de Patagones y en 1790 la Real Compañía Marítima de Carlos IV, en sociedad con particulares, instaló un fuerte en Puerto Deseado para ser utilizado en la extracción de aceites de lobos marinos y de ballenas, para ser abandonado en octubre de 1807, al disminuir la rentabilidad y por causa del clima, además del ataque de una fragata inglesa, como parte de las invasiones al Río de la Plata, y los habitantes fueron trasladados a Carmen de Patagones (los restos de este fuerte fueron hallados en 2008).
El Fuerte de San José, debido a su importancia estratégica insular, se mantuvo —por dominar al istmo Carlos Ameghino y a la península de Valdés, al igual que al golfo homónimo y al grande de San Matías— pero se conservaría hasta el 7 de agosto de 1810, ya que en esta fecha fuera arrasado por los tehuelches.

## Establecimientos persistentes a la Revolución de mayo de 1810
Entre 1811 y 1853, persistieron tres establecimientos desde la época virreinal en la Patagonia oriental, a orillas de la desembocadura del río Negro —territorio entonces controlado por los pueblos originarios aonikenk, patagones o tehuelches septentrionales-australes, hasta el río Chubut, además de los meridionales desde el mismo río hasta el estrecho de Magallanes— siendo aquellos: Carmen de Patagones (1779), «Mercedes de Patagones» (1782) y el «Fortín San Javier» (1782). 
En el año 1815 el explorador galés Henry Libanus Jones que se había asociado con la empresa bonaerense de Carleton Allsopp, comandando el bergantín Antílope, junto al Mercedes del capitán Nelson y ambos bajo Bandera de la Argentina, refundó el establecimiento de San José como centro de caza de lobos marinos en la península de Valdés y en las regiones contiguas. En 1818 el establecimiento seguía funcionando pero Jones comandaba el bergantín Director y figuraba asociado a Miguel de Irigoyen y a Juan Pedro Aguirre, hasta que en 1820 dicho comercio peletero comenzó a mermar.
En 1821, el hacendado y funcionario argentino Fernando Alfaro Maciel quien fuera nombrado juez de paz de Carmen de Patagones ese mismo año, fundó otro establecimiento ganadero en bahía San Blas. En 1824 Jones se asoció con Luis Vernet, Manuel Pasman, Miguel Ogando y Juan Andrés Gelly para faenar ganado vacuno cimarrón de la península y utilizaba el bergantín Alerta comandado por el capitán Juan Use. Vernet hacía las extracciones de sal desde la estancia de San José que quedaba cerca de las salinas. En 1825 el galo-argentino Jones abandonó la empresa pero sus socios continuaron hasta el año 1826 o el siguiente.
Durante la primera campaña al Desierto, el 12 de mayo de 1833, Juan Manuel de Rosas había formado un campamento en el límite nororiental de la Patagonia atlántica o del Comahue —a 3 km al este de la futura localidad bonaerense de Pedro Luro— y lo trasladaría el 19 del mismo mes, a unos 20 km río abajo del Colorado, formando una guardia o vigilancia con una guarnición de 50 hombres en las cercanías de Médano Redondo (o colina «Clemente López») adonde dejaría un mástil con la bandera de la Confederación Argentina, sobre la orilla septentrional, y a 32 kilómetros de su desembocadura, a la que llamarían «Fortín Colorado».
En 1850 el río Colorado desviaría su cauce, dejando al sur a este fortín antes citado que seguiría funcionando mientras durara el gobierno rosista, unificando el territorio efectivo de la provincia bonaerense con los establecimientos patagónicos remanentes pero al ser derrocado el 3 de febrero de 1852, sería abandonado, manteniéndose en pie hasta que el Estado de Buenos Aires, ya separado de la Confederación Argentina, volviera a ocuparlo cuatro años después y que en dos años más, lo trasladase a su lugar original debido a las inundaciones.

## Colonización argentina de mediados delsigloXIX

Disputa de la Patagonia Oriental, Tierra del Fuego y el estrecho de Magallanes entre Argentina y Chile durante el.

En 1854, el ganadero y explorador galo-argentino Henry Libanus Jones había construido a orillas del río Chubut el poblado y guardia llamado «Fuerte Paz», como puesto de avanzada para expediciones de caza y recogida de ganado cimarrón, pero como fracasó económicamente la empresa, sería abandonado en 1856.
La vieja guardia rosista despoblada, ubicada desde hacía dos años en la orilla meridional del río Colorado debido a un desvío de su cauce, fue restablecida en 1856 cuando llegase una nueva guarnición cuyo jefe fuera José Castiglione pero por mandato en 1858 del escindido Estado bonaerense (desde el 11 de septiembre de 1852), el fortín Colorado debería ser trasladado por causa de una inundación (hasta el lugar cercano al actual pueblo de Pedro Luro al que renombrarían como «Fortín Mercedes» recién en 1875).
El comandante de marina Luis Piedrabuena quien naciera en Carmen de Patagones, fundó algunos establecimientos en otras zonas costeras patagónicas, izando la bandera argentina, como la estancia de la isla Pavón (1859), «Las Salinas» (1863) —que actualmente dependen de Puerto Santa Cruz— y en la isla de los Estados, en donde había fundado también en 1859 el «Puesto de Puerto Cook» (además en la misma isla, posteriormente construiría para náufragos el «Refugio del Puerto Bail Hall» en 1869 y establecería una fábrica de aceite de pinípedos en la «Factoría de Bahía Crossley» desde 1873). 
Por la misma época, en 1862 y a orillas del río Negro, se fundaba la población de Cubanea y el «Fuerte Mitre» (cuya población pasó a llamarse «Coronel Pringles» —actual Guardia Mitre— y en 1869 se avanzaría río arriba, para dar origen al «Fortín Conesa»).

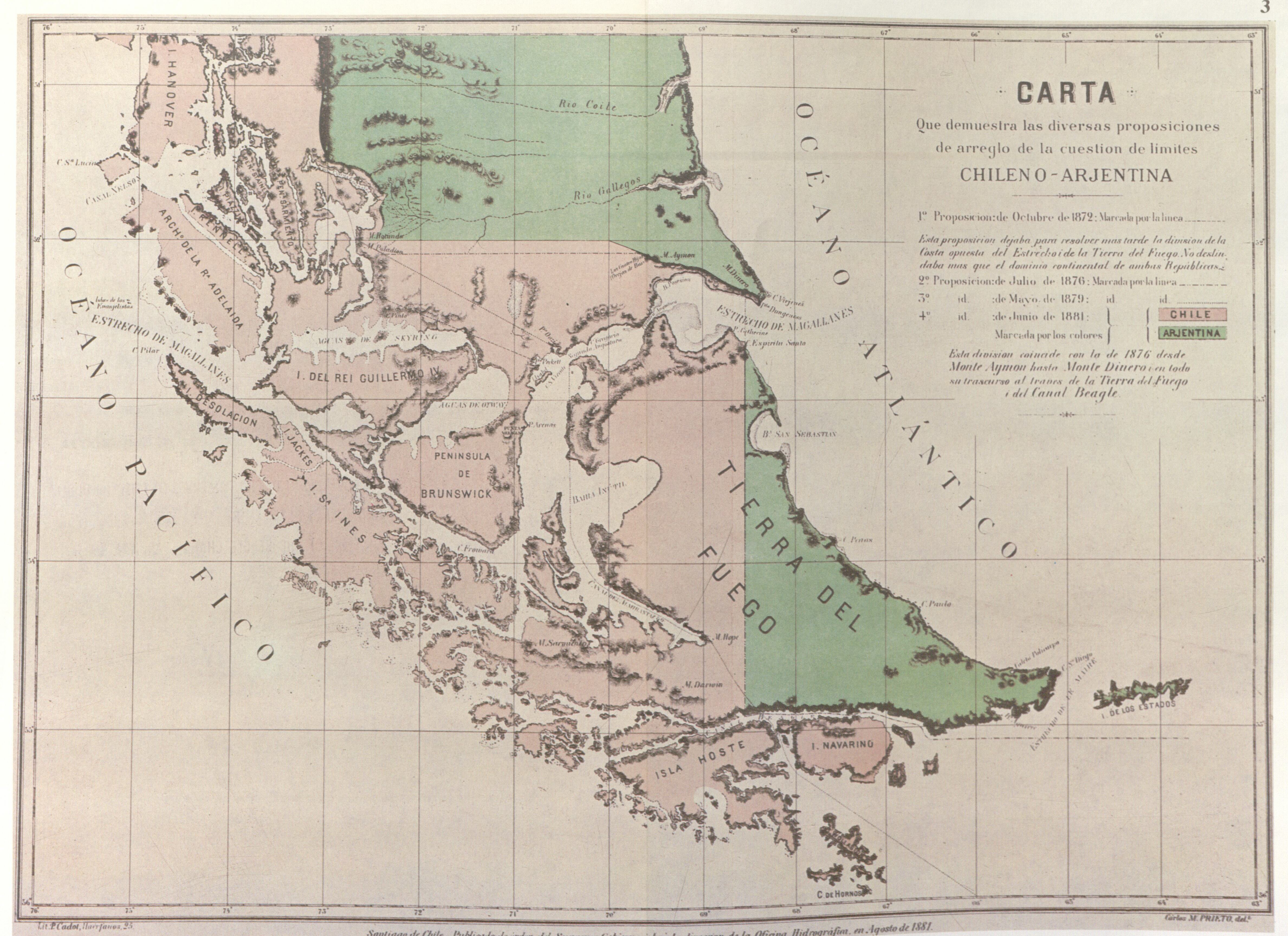
Mapa chileno de Carlos M. Prieto, diseñado posteriormente al Tratado de Límites de 1881, en donde se muestran diversos límites del statu quo previos al tratado fronterizo definitivo: el de octubre de 1872 ("----"), de julio de 1876 ("-..-..-..") y de mayo de 1879 ("......").

En 1863 Piedrabuena arribó a la bahía de San Gregorio, paradero tehuelche sobre el estrecho de Magallanes, invitando al cacique mayor Casimiro Biguá —sucesor de María la Grande en el liderazgo de la Patagonia oriental— a viajar a Buenos Aires a conocer al presidente argentino Bartolomé Mitre quien en 1864 lo recibiría agasajándolo y nombrándolo «cacique principal de San Gregorio», por lo cual el 5 de julio del año siguiente, terminaría reconociendo informalmente la soberanía argentina hasta el estrecho antes citado, incluso sobre su bahía San Gregorio y de la villa de Punta Arenas, siendo esta última nominalmente ya que era un establecimiento chileno. Dicho cacique retornaba a la Patagonia de esta manera, con portación de símbolos patrios argentinos.
El 28 de julio de 1865 llegó el primer contingente de colonos galeses, decenas de los cuales permanecieron como pobladores permanentes de la zona. A raíz de este influjo serían fundadas las poblaciones galesas bajo soberanía argentina, en el golfo Nuevo y en el valle inferior del río Chubut, siendo la primera Rawson (TreRawson en galés), formalmente el 15 de septiembre de 1865 por el Comandante Militar de Carmen de Patagones (la población más cercana) Julián Murga. En 1874, se fundaría la localidad de Gaimán. En 1886, cuando se establecerse el Ferrocarril Central del Chubut, en sus extremos a medida que iba avanzando se fueron consolidando Puerto Madryn, y en le valle del Chubut el establecimiento de «Punta de Rieles» que pasaría a llamarse Trelew. Se estima que más de 70.000 argentinos se reconocen descendientes de esta epopeya. 
En el año 1866, Biguá volvía a Buenos Aires para ofrecer la fundación de una colonia en el estrecho de Magallanes, ascendiéndolo Mitre al grado de teniente coronel del Ejército Argentino y nombrando al capitán de guardias nacionales Doroteo Mendoza, como secretario del proyecto de colonización.
Por otro lado, en 1869, el cacique mayor Biguá acompañado por otros cinco líderes provenientes de distintos puntos del territorio patagónico oriental, decidieron adoptar la bandera de la Argentina como símbolo propio e hizáronla por primera vez el 3 de noviembre de ese mismo año, en el neoestablecimiento agrícola tehuelche llamado «Colonia General San Martín», marcando el primer antecedente formal de soberanía argentina perpetuado en el valle de Genoa. En 1870, el mismo cacique defendía a los colonos galeses y a Carmen de Patagones, del ataque del cacique mapuche Calfucurá quien terminaría por desistir de su asedio, aunque no así del de Bahía Blanca que sería finalmente atacada en forma cruenta por su malón.
A mediados de 1871 una empresa privada francesa con permiso argentino creó una pequeña factoría al sur del río Santa Cruz —en cañadón Los Misioneros— llamada «Colonia Rouquaud» pero al no irle tan bien y comenzar a escasear los víveres, se trasladarían definitivamente a Punta Arenas el 2 de octubre de 1872, siendo el lugar ocupado por la goleta «Chubut» de la Armada Argentina que instalaría una Capitanía, funcionando hasta abril de 1873.
Finalmente con el Tratado de Límites de 1881 entre Argentina y Chile, se solucionarían la mayoría de los litigios fronterizos.
En 1885, los galeses pidieron al gobernador del Territorio Nacional del Chubut, Luis Jorge Fontana, el permiso para organizar una expedición para explorar la zona andina de la provincia. Fontana decidió acompañar a la expedición en persona. A finales de noviembre de 1885 habían llegado a una zona fértil que denominaron en galés "Cwm Hyfryd" (Valle Hermoso). Este valle se convirtió en el lugar de otro asentamiento galés, llamado en español "Colonia 16 de Octubre". A medida que la población creció aquí, las ciudades de Esquel y Trevelin fueron fundadas.
Véanse también: Escuela Nacional N.º 18 de Río Corintos y Plebiscito del Valle 16 de octubre de 1902.
Esta zona se convirtió en el objeto de una disputa entre Argentina y Chile. Inicialmente, la frontera fue definida por una línea que une los picos más altos de la zona, pero más tarde quedó claro que esta línea no era la misma que la línea que separa las cuencas, con algunos de los ríos de la zona que fluye hacia el oeste. Argentina y Chile coincidieron en que el Reino Unido debía actuar como árbitro y los puntos de vista de los colonos galeses fueron escrutados. En 1902, a pesar de una oferta chilena de una legua de tierra por familia, votaron a favor de permanecer en Argentina.

### Intentos fallidos de colonización extranjera
Iniciada la Guerra del Brasil, ese imperio intentaría ocupar la desembocadura del río Negro el 28 de febrero de 1827, para luego lograr unas alianzas con los aborígenes y de esta forma rodear a las Provincias Unidas del Río de la Plata en ambos flancos pero sus pobladores al mando del coronel Martín Lacarra y el juez de paz Fernando Alfaro Maciel desempeñarían un papel fundamental en la defensa de la ciudad durante el combate de Carmen de Patagones del 7 de marzo del citado año.
Doce años después hubo un intento de penetración británica en el extremo sur con el misionero anglicano Allen Francis Gardiner que había intentado infructuosamente convertir a los mapuches de Valdivia en Chile, y luego al pasar a las islas Malvinas —ya ocupadas de hecho por colonos del Reino Unido en 1839— se uniría en 1844 a la «Sociedad Misionera de la Patagonia», creada en Londres e instalada en la isla Vigía del citado archipiélago en el mismo año, desde donde recorrería el estrecho de Magallanes, el archipiélago de Tierra del Fuego y el canal de Beagle. En 1845 viajaría nuevamente al estrecho, en cuya costa septentrional se instalaba en la bahía San Gregorio con sus habitaciones a poca distancia de las tolderías aborígenes, iniciando así una misión entre los tehuelches, atrayéndolos con provisiones y logrando que se instalaran durante algunos días en las cercanías pero al poco tiempo lo abandonarían.
Al mismo tiempo, un buque chileno se había establecido en el mismo lugar y había iniciado negociaciones con los indígenas para convertirlos al catolicismo y debido a las protestas de Gardiner que había cuestionado la soberanía chilena sobre esa región, fue obligado a embarcarse en un buque británico que pasaba por ahí, aunque también fracasaría el intento de construir un fortín chileno. Después Gardiner intentaría entre los yaganes o yámanas de las islas australes pero encontraría la muerte por inanición en 1851.
Años después los misioneros anglicanos Teófilo Schmidt (alemán) y Juan Federico Hunziker (suizo) continuarían con la fallida «Reducción de Cañadón Misioneros» de 1862 - 1863 —actualmente dependiente de Puerto Santa Cruz— también provenientes del archipiélago malvinense.
Posteriormente hubo un fallido asentamiento chileno en «Puerto Gallegos», a orillas del río homónimo, desde el 4 de marzo de 1873, aunque solo duraría seis semanas, luego del acuerdo diplomático entre este país y la Nación Argentina. Al año siguiente intentarían lo mismo en el ya citado «Cañadón Misioneros».
En 1875, el cacique Papón —el hijo y sucesor de Casimiro Biguá pero solo desde la colonia del Estrecho de Magallanes hasta el río Santa Cruz— con su gente, establecería una alianza con el gobernador chileno de Punta Arenas, Diego Dublé Almeyda, quien lo nombraría "Subdelegado chileno de la Patagonia", pasando a jurar fidelidad a dicha república y quebrantando la aceptación de soberanía argentina de su padre en 1869, aunque solo conservara efectivamente dicha república las zonas del estrecho que se afianzaría con el tratado de límites de 1881. Le sucedería a este último su hermano, el cacique llamado Mulato en 1892, que terminaría asentándose en una reserva cercana a Punta Arenas.
Si bien el 16 de octubre de 1884 el Gobierno argentino promulgara la ley N.° 1532 de Organización de los Territorios Nacionales, y que por su artículo 6.º creaba la gobernación de la Tierra del Fuego, comenzaría la fiebre del oro en el archipiélago, por lo que el controvertido ingeniero rumano Julio Popper, con permiso argentino desde septiembre de 1886, se transformó en el mayor buscador de oro, y se convirtió en un verdadero dictador de esa región, que sumado a las acuñaciones monetarias locales en 1889 y a una emisión ilegal de estampillas de 10 centavos en 1891, le causó un juicio estatal, pusieron fin de una vez por todas a las aspiraciones dictatoriales e independentistas del mismo.
Posteriormente se evidenciaría al quedar probado que se comunicaba entre los años 1889 y 1892 con Georgiu Ignatius Lahovari, el secretario de la «Sociedad Geográfica Rumana», a quien le proponía repetidamente una expedición exploratoria de la península Antártica, además de darle todo tipo de información geográfica de Tierra del Fuego, como ser la posición de diversos cursos de agua y de cadenas montañosas importantes desde el punto de vista económico, por lo que en el Reino de Rumania el interés por sus hazañas era tan grande, que fue considerado una de las celebridades nacionales, constituyendo otro riesgo más de colonialismo europeo por estas latitudes, por lo que podría haber peligrado la soberanía argentina si hubiera obtenido mayor poder.